# 开边镇
开边镇，是中华人民共和国甘肃省庆阳市镇原县下辖的一个乡镇级行政单位。

## 行政区划
开边镇下辖以下地区：
陈坪村、甄沟村、张庄村、开边村、兰沟村、解放村、兰岔村、羊千原村和白马寺村。